# 120, rue de la Gare
120, rue de la Gare est un roman policier français de Léo Malet, paru en 1943 aux éditions S.E.P.E. Il s’agit du tout premier roman de la série ayant pour héros le détective Nestor Burma.

## Résumé
Grâce à un médecin bienveillant, Nestor Burma est embauché à l’hôpital du Stalag où il est détenu par les Allemands pendant la Seconde Guerre mondiale. Un soir, un amnésique, arrivé au camp sans papiers et ignorant son propre nom, est terrassé par une fièvre. Avant de mourir, il souffle à Burma : « Dites à Hélène... 120, rue de la Gare ». Malgré son étonnement, Burma a la bonne idée de prendre les empreintes digitales du mort et de se procurer une photo de son visage. Résoudre cette énigme ne sera pas facile : en France, il en pleut des Hélène et des rues de la Gare !
Libéré du camp, Nestor Burma arrive  en gare de Lyon-Perrache par le train et remarque sur le quai une femme qui est le sosie presque parfait de la star de cinéma Michèle Hogan. Sur le quai se trouve aussi son associé Bob Colomer qui n’a que le temps de lui dire qu’il a trouvé quelque chose de formidable avant d’être abattu de plusieurs balles. Ses dernières paroles seront : « Patron... 120, rue de la Gare ». En voulant se porter au secours de Colomer, la capote de Burma s’accroche à la portière et il s’en faut de peu que le détective ne passe sous les roues du train. 
Remis sur pied après un bref séjour à l’hôpital, Burma déniche dans un bar son ami, le journaliste Marc Covet, qui lui apprend que Colomer lui avait récemment demandé une requête pour le moins singulière : la liste exhaustive des chercheurs s’étant intéressés au Marquis de Sade ! Peu après, le commissaire Bernier révèle à Burma que Colomer s’apprêtait à retourner en zone occupée avec une grosse somme d’argent que lui aurait confié l’avocat Montbrison. Il lui montre aussi le contenu des poches de Colomer, dont des coupures de presse toutes consacrées au gangster Georges Parry, surnommé Jo Tour Eiffel, parce qu’il a l’habitude de signer ses lettres d’un petit dessin de la Tour.

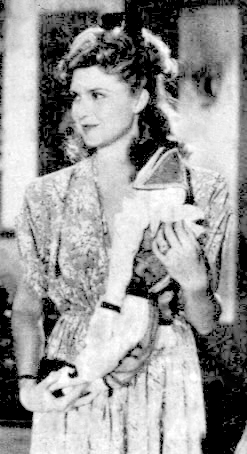
Sophie Desmarets dans une scène de 120 rue de la Gare.

Nestor Burma se rend à Paris pour tirer l’affaire au clair. Dans ses investigations, il est épaulé par l'inspecteur Florimond Faroux, à qui il a rendu service quelques années auparavant ; par Marc Covet qui, à Lyon, avait risqué sa vie en tombant dans un piège dont Burma parvint à le tirer non sans recevoir des coups ; et aussi par Hélène Chatelain, sa secrétaire qu’il avait dû mettre au chômage à cause de la guerre, mais qui lui est restée fidèle. Après quelques décisives découvertes et bien des rebondissements, Nestor Burma réunit tous les suspects chez lui et démasque le coupable.

## Éditions
- S.E.P.E., Labyrinthe, 1943
- Le Cercle du bibliophile, Les Chefs-d’œuvre du roman policier, 1971
- Presses Pocket no 1535, 1977
- Fleuve noir, Spécial Police no 1825, 1983
- Éditions Robert Laffont, collection Bouquins, 1986 ; réédition en 2006
- 10-18, Grands détectives no 1978, 1988
- Fleuve noir, Les Aventures de Nestor Burma no 1, 1996
- Pocket classiques no 6242, 2001
- Pocket no 14313, 2009

## Le titre du roman
Ce roman refusé par un premier éditeur avait initialement pour titre L'Homme qui mourut au Stalag mais le gérant de la S.E.P.E. le refusa car il « aurait pu déplaire aux autorités d'occupation ». Le titre fait référence à la rue de la Gare à Châtillon.

## Analyse et critique
« L'authenticité du récit, qui n'est toutefois pas exempt d'aspects poétiques (notamment lorsque sont évoqués les rêves de certains personnages), mais aussi l'humour sarcastique dont fait preuve son héros, caractérisent 120, rue de la Gare, premier roman noir français ».

## Adaptations

### Au cinéma
1946 : 120, rue de la Gare, film français réalisé par Jacques Daniel-Norman, d’après le roman éponyme de Léo Malet, avec René Dary dans le rôle de Nestor Burma, Sophie Desmarets (Hélène) et Jean Parédès (Marc Covet).

### En bande dessinée
- 120, rue de la Gare de Léo Malet, adapté par le dessinateur Jacques Tardi, Paris, Casterman, 1988.  (ISBN 2-203-34302-8)